# Bulletin of the Botanical Survey of India
Bulletin of the Botanical Survey of India (abreviado Bull. Bot. Surv. India) fue una revista ilustrada  con descripciones botánicas que fue editada en Calcuta desde el año 1959 hasta 2009 cuando fue reemplazada por Nelumbo, Bulletin of the Botanical Survey of India.